# Piper elbertii
Piper elbertii är en pepparväxtart som beskrevs av C. Dc.. Piper elbertii ingår i släktet Piper och familjen pepparväxter. Inga underarter finns listade i Catalogue of Life.